# Salticus scenicus
Salticus scenicus là một loài nhện nhảy. Giống như các loài nhện nhảy khác, nó không dệt mạng. Nó sử dụng cặp bốn mắt lớn để xác định vị trí con mồi và nhảy khả năng nhảy để vồ con mồi.

## Mô tả
Con cái dài 5–7 milimét (0,20–0,28 in) còn con đực dài 5–6 mm (0,20–0,24 in). Tính năng đặc biệt của những con nhện là hai mắt rất lớn, mà là điển hình cho nhện nhảy. Mặc dù chúng có tám mắt, hai mắt ở phía trước là lớn nhất và cung cấp cho chúng năng lực thị giác hai mắt tuyệt vời.

## Phân bố
Zebra nhện phổ biến rộng rãi trên toàn Anh, châu Âu, Bắc Mỹ, và được tìm thấy trên khắp miền Toàn bắc. Chúng thường sinh sống gần hoặc trong các khu định cư của con người có thể được tìm thấy trên các bức tường, thực vật và hàng rào vào những ngày nắng, và cũng có trong nhà trên ngưỡng cửa sổ, thường ở góc sau tấm màn.

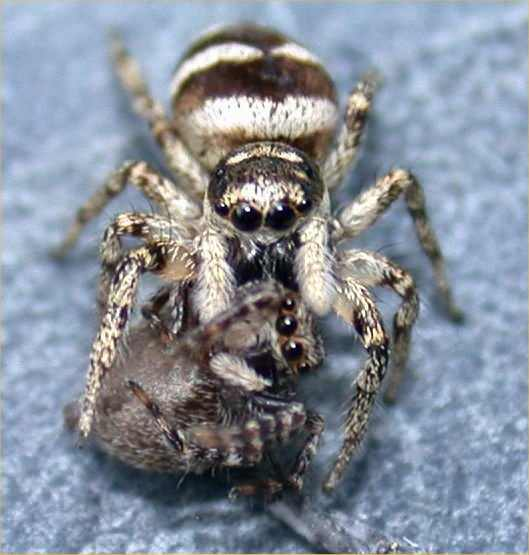
S. scenicus ăn Sitticus pubescens

## Lịch sử phân loài
Salticus scenicus đã là một trong những loài nhện trong tác phẩm năm 1757 của Carl Alexander Clerck Svenska Spindlar / Aranei Suecici, điểm khởi đầu cho các tên loài nhện trong zoological nomenclature. Clerck ban đầu đặt tên loài Araneus scenicus, và Carl Linnaeus, trong ấn bản năme 1758 Systema Naturae gọi tên loài là Aranea scenica; tên loài trong scenicus nghĩa là "diễn viên". Kể từ đó, đã có một số đồng âm đã được xuất bản:
- Araneus scenicus
- Aranea scenica
- Aranea albo-fasciata
- Aranea fulvata
- Attus scenicus
- Attus candefactus
- Epiblemum faustum
- Attus scenicoides
- Calliethera histrionica
- Calliethera scenica
- Calliethera aulica
- Salticus albovittatus
- Attus histrionicus
- Callithera alpina
- Callietherus histrionicus
- Epiblemum histrionicum
- Salticus histrionicus
- Epiblemum scenicum
- Calliethera goberti
- Calliethera albovittata